# Maximilian Hofmann
Maximilian Hofmann (Bécs, 1993. augusztus 7. –) osztrák korosztályos válogatott labdarúgó, a Debreceni VSC játékosa.

## Pályafutása

### Klubcsapatokban
2003-ban került a Wienerberg csapatától a Rapid Wien akadémiájára, ahol végig járta a korosztályos csapatokat. 2011. október 7-én debütált a második csapatban a Ritzing ellen. 2013. május 26-án mutatkozott be a felnőttek között az osztrák Bundesligában az SV Ried ellen 3–0-ra megnyert találkozón. Augusztus 1-jén az Asztérasz Trípolisz ellen debütált az Európa-liga selejtezőkűjében. 2014 júniusában 2017 nyaráig hosszabbította meg a szerződését a klubbal. 2014. szeptember 17-én a Wiener Neustadt ellen 5–1-re megnyert bajnoki találkozón megszerezte első gólját a klubban. 2024. február 18-án az SK Sturm Graz ellen 1–1-re végződő bajnoki mérkőzésen lépett 250. alkalommal tétmérkőzésen pályára a klub színeiben.
2025. január 10-én a magyar Debreceni VSC szerződtette.

### A válogatottban
2014-ben két alkalommal lépett pályára az osztrák U21-es válogatottban.

## Statisztika
2025. augusztus 17-i állapot szerint.
| Klub          | Szezon   | Bajnokság                 | Bajnokság | Bajnokság | Kupa  | Kupa  | Nemzetközi | Nemzetközi | Egyéb | Egyéb | Összesen | Összesen |
| Klub          | Szezon   | Bajnokság                 | Mérk.     | Gólok     | Mérk. | Gólok | Mérk.      | Gólok      | Mérk. | Gólok | Mérk.    | Gólok    |
| ------------- | -------- | ------------------------- | --------- | --------- | ----- | ----- | ---------- | ---------- | ----- | ----- | -------- | -------- |
| Rapid Wien II | 2011–12  | Osztrák Regionalliga East | 19        | 0         | —     | —     | —          | —          | —     | —     | 19       | 0        |
| Rapid Wien II | 2012–13  | Osztrák Regionalliga East | 15        | 0         | —     | —     | —          | —          | —     | —     | 15       | 0        |
| Rapid Wien II | 2013–14  | Osztrák Regionalliga East | 11        | 3         | —     | —     | —          | —          | —     | —     | 11       | 3        |
| Rapid Wien II | 2014–15  | Osztrák Regionalliga East | 2         | 0         | —     | —     | —          | —          | —     | —     | 2        | 0        |
| Rapid Wien II | Összesen | Összesen                  | 47        | 3         | 0     | 0     | 0          | 0          | 0     | 0     | 47       | 3        |
| Rapid Wien    | 2012–13  | Osztrák Bundesliga        | 1         | 0         | —     | —     | —          | —          | —     | —     | 1        | 0        |
| Rapid Wien    | 2013–14  | Osztrák Bundesliga        | 5         | 0         | 0     | 0     | 1          | 0          | —     | —     | 6        | 0        |
| Rapid Wien    | 2014–15  | Osztrák Bundesliga        | 23        | 1         | 3     | 0     | 2          | 0          | —     | —     | 28       | 1        |
| Rapid Wien    | 2015–16  | Osztrák Bundesliga        | 22        | 0         | 3     | 0     | 8          | 1          | —     | —     | 33       | 1        |
| Rapid Wien    | 2016–17  | Osztrák Bundesliga        | 19        | 0         | 3     | 0     | 4          | 0          | —     | —     | 26       | 0        |
| Rapid Wien    | 2017–18  | Osztrák Bundesliga        | 23        | 0         | 4     | 0     | —          | —          | —     | —     | 27       | 0        |
| Rapid Wien    | 2018–19  | Osztrák Bundesliga        | 15        | 1         | 4     | 2     | 5          | 0          | —     | —     | 24       | 3        |
| Rapid Wien    | 2019–20  | Osztrák Bundesliga        | 18        | 1         | 2     | 1     | —          | —          | —     | —     | 20       | 2        |
| Rapid Wien    | 2020–21  | Osztrák Bundesliga        | 22        | 0         | 3     | 0     | 7          | 1          | —     | —     | 32       | 1        |
| Rapid Wien    | 2021–22  | Osztrák Bundesliga        | 13        | 0         | 3     | 1     | 1          | 0          | 1     | 0     | 18       | 1        |
| Rapid Wien    | 2022–23  | Osztrák Bundesliga        | 6         | 0         | 1     | 0     | 4          | 0          | —     | —     | 11       | 0        |
| Rapid Wien    | 2023–24  | Osztrák Bundesliga        | 17        | 0         | 3     | 0     | 3          | 0          | —     | —     | 23       | 0        |
| Rapid Wien    | 2024–25  | Osztrák Bundesliga        | 8         | 0         | 3     | 1     | 5          | 0          | —     | —     | 16       | 1        |
| Rapid Wien    | Összesen | Összesen                  | 192       | 3         | 32    | 5     | 40         | 2          | 1     | 0     | 265      | 10       |
| Debreceni VSC | 2024–25  | NB I                      | 14        | 1         | —     | —     | —          | —          | —     | —     | 14       | 1        |
| Debreceni VSC | 2025–26  | NB I                      | 1         | 0         | —     | —     | —          | —          | —     | —     | 1        | 0        |
| Debreceni VSC | Összesen | Összesen                  | 15        | 1         | 0     | 0     | 0          | 0          | 0     | 0     | 15       | 1        |
| Összesen      | Összesen | Összesen                  | 254       | 4         | 32    | 5     | 40         | 2          | 1     | 0     | 327      | 11       |